# Palazzo Caravita di Sirignano
Le palais Caravita di Sirignano, ou simplement palais Sirignano, est un palais de Naples donnant sur la Riviera di Chiaia (bordant la baie de Naples), juste après la piazza della Vittoria.

## Histoire

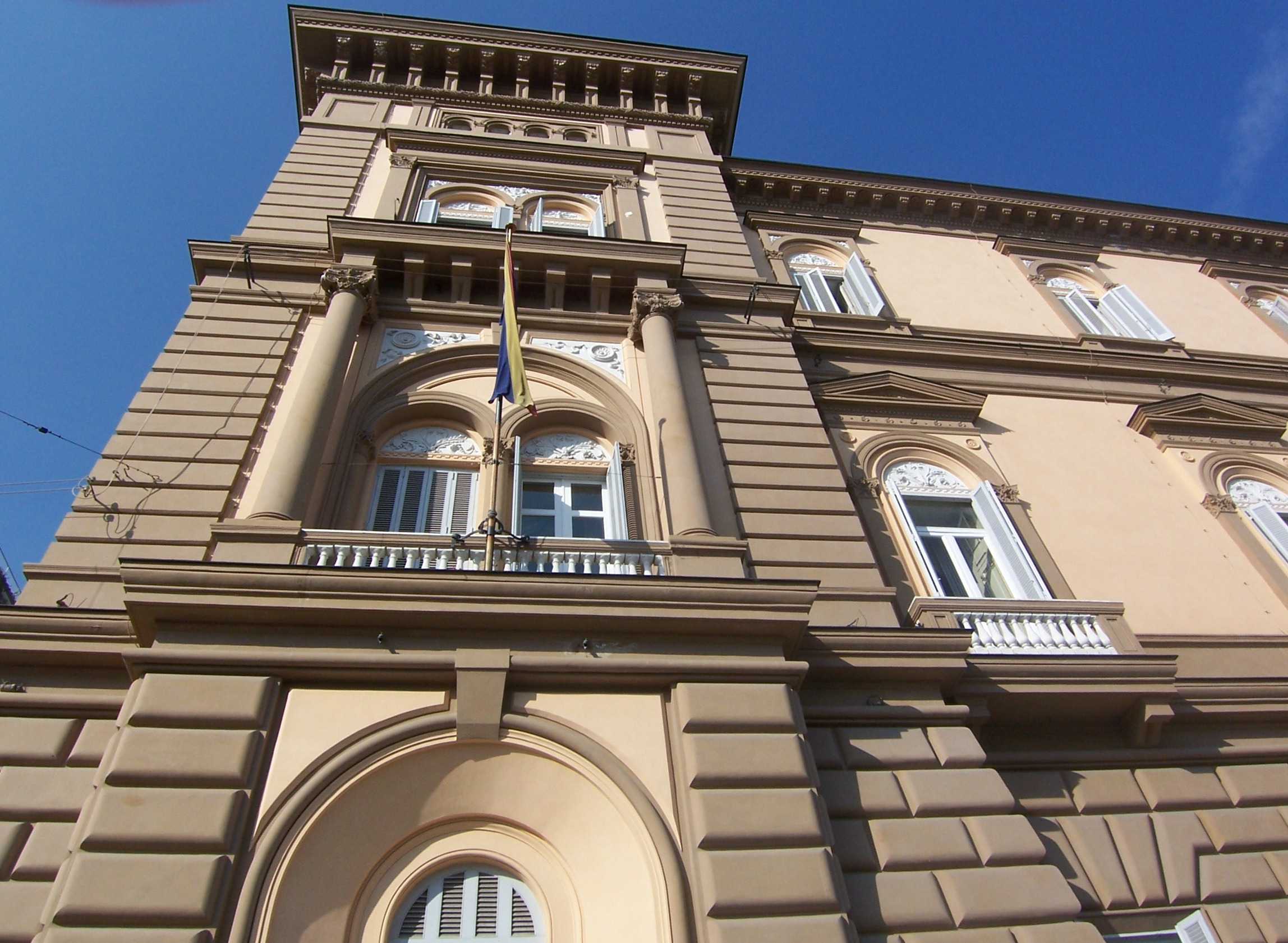
Détail d'une tour du palais.

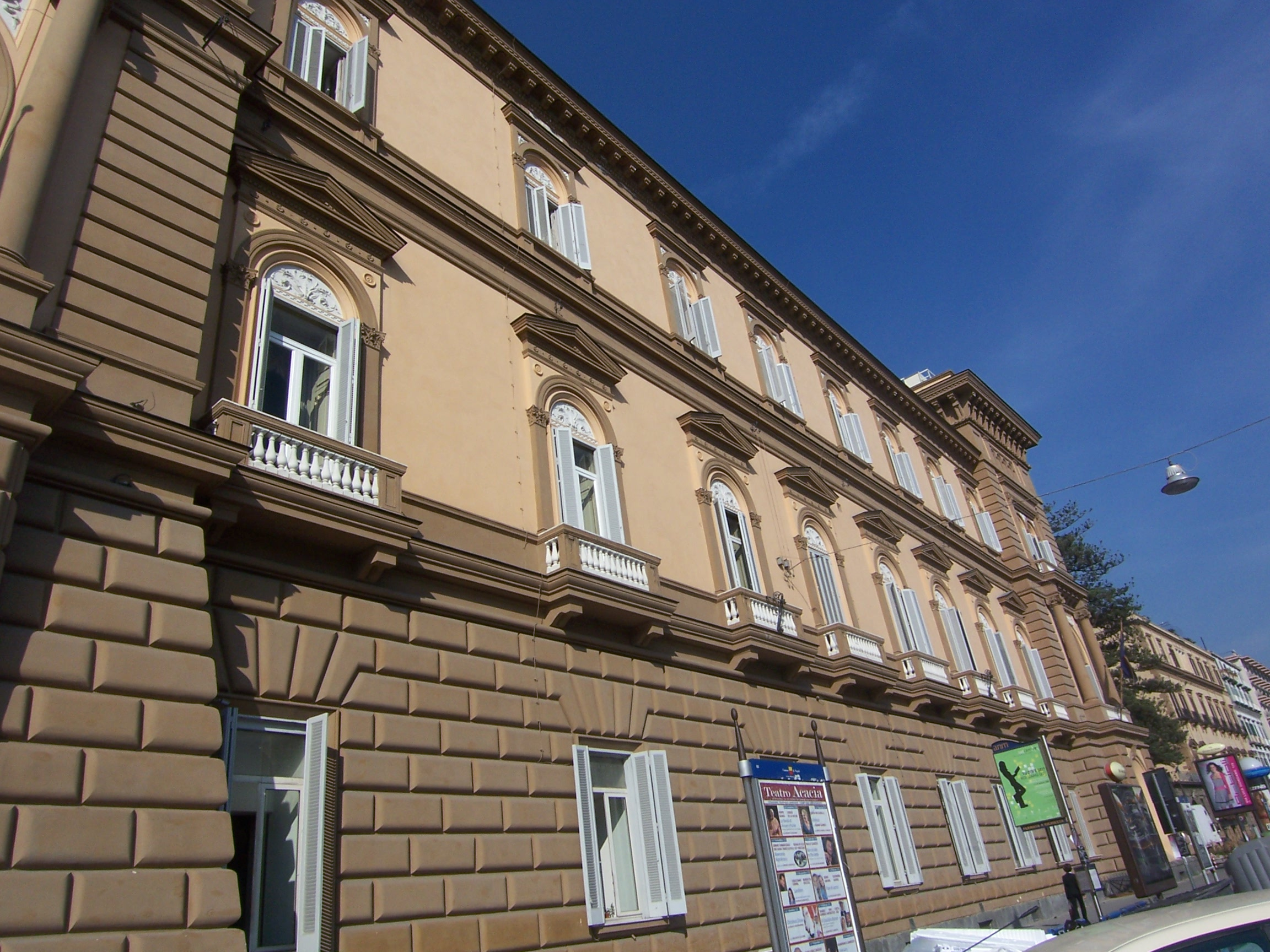
Détail de la façade.

Le palais est le premier édifice à être construit le long de la Riviera di Chiaia en 1535, selon le désir du marquis della Valle, don Ferdinando Alarçon, général espagnol au service de l'empereur Charles Quint (roi de Naples sous le nom de Charles IV) . Le général était extrêmement riche et avait été l'amant de la reine Jeanne d'Aragon. C'est de cette époque que remonte la partie la plus ancienne du palais avec sa tour à l'angle oriental. Le palais est complété au cours du XVIIe siècle avec l'aménagement luxueux de l'intérieur.
Au début du XVIIIe siècle, le palais devient la propriété du prince Caracciolo di Torella et il est entièrement rénové en 1815 par Antonio Annito. Le palais est acquis en 1838 par le prince Léopold des Deux-Siciles, comte de Syracuse (1813-1860, connu pour ses idées progressistes). Il passe commande à l'architecte Fausto Niccolini (fils d'Antonio Niccolini) pour la modernisation du palais qui devient un lieu prisé où se retrouve l'aristocratie libérale napolitaine. Un parc de quatorze mille mètres carrés constituait à cette époque une partie de la propriété et un petit théâtre y était installé où le comte de Syracuse organisait des récitals et des représentations.
En 1860, l'édifice fut acquis par le baron Luigi Compagna qui en fit la résidence de sa famille jusqu'à la fin du XIXe siècle, quand le fils du baron, le sénateur Francesco Compagna, le vendit au prince Giuseppe Caravita di Sirignano. Ce dernier transforma le palais d'après le projet de l'architecte Ettore Vitale qui le dota d'une seconde tour symétrique à l'ancienne. Le parc fut loti pour construire de grands bâtiments et le palais fut divisé en appartements.
Le palais Caravita di Sirignano abrita en 1889 la Società Napoletana degli Artisti (Société napolitaine des artistes, Museo Giuseppe Caravita Principe di Sirignano). C'est à cette époque aussi qu'y demeura le comte de Marzi, Placido de Sangro, qui fit don au musée de la Floridiana de sa précieuse collection de porcelaines et de celle d'un des neveux du cardinal Sisto Riario Sforza, le duc Nicola, dont on pouvait admirer dans le salon les splendides tapisseries de la Casa Doria avec la représentation des Quatre Saisons.

## Usages
Depuis 1937, le palais était le siège de la compagnie de navigation Tirrenia. Il appartient depuis 2018 au groupe italien de mode Capri. Celui ci prévoit d'ouvrir dans le palais un hôtel de luxe 5 étoiles de la chaîne Rocco Forte Hotels, prévu pour 2027.

## Intérieur du palais

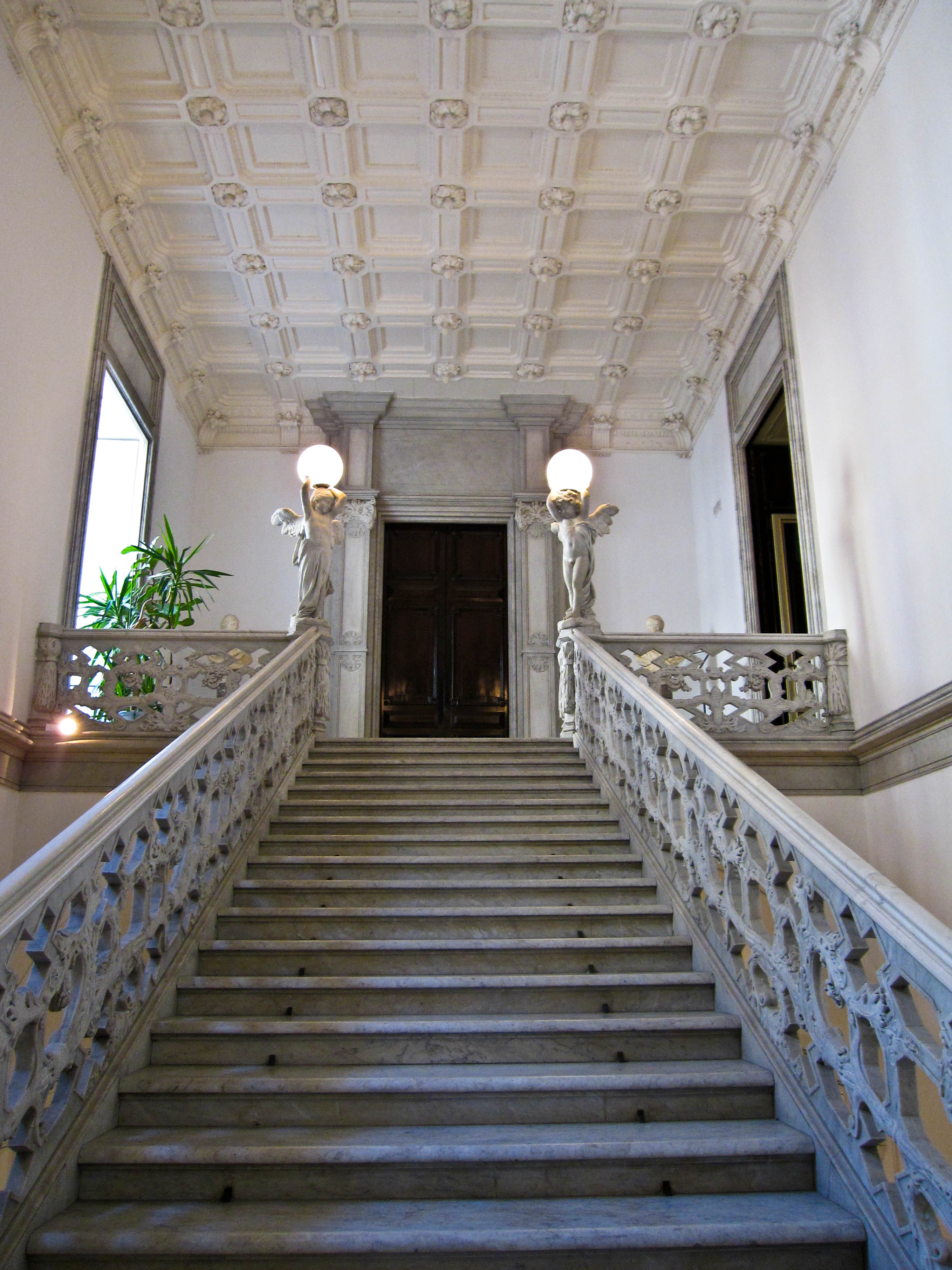
Grand escalier d'honneur
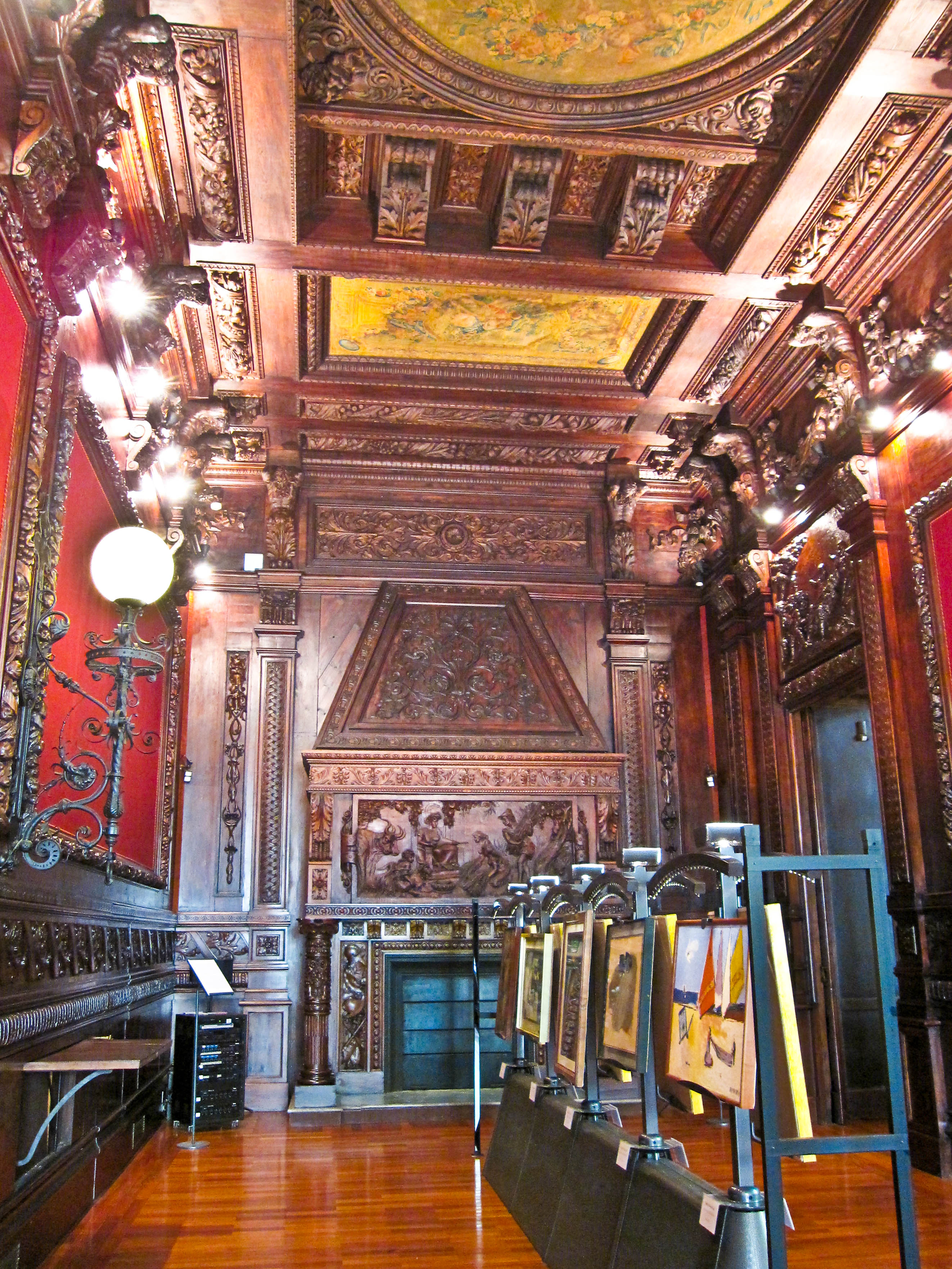
Salon aux boiseries
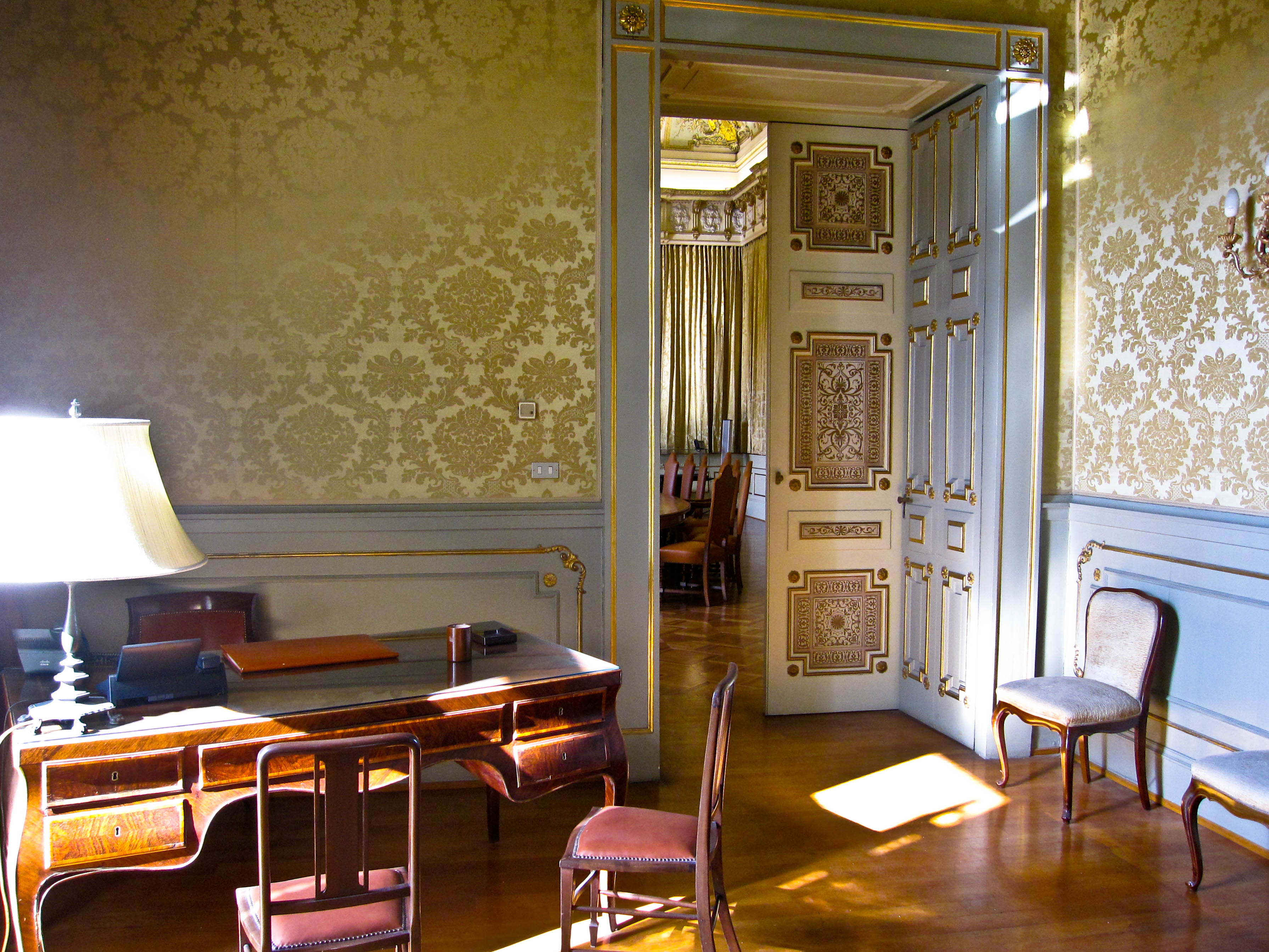
Détail d'une salle
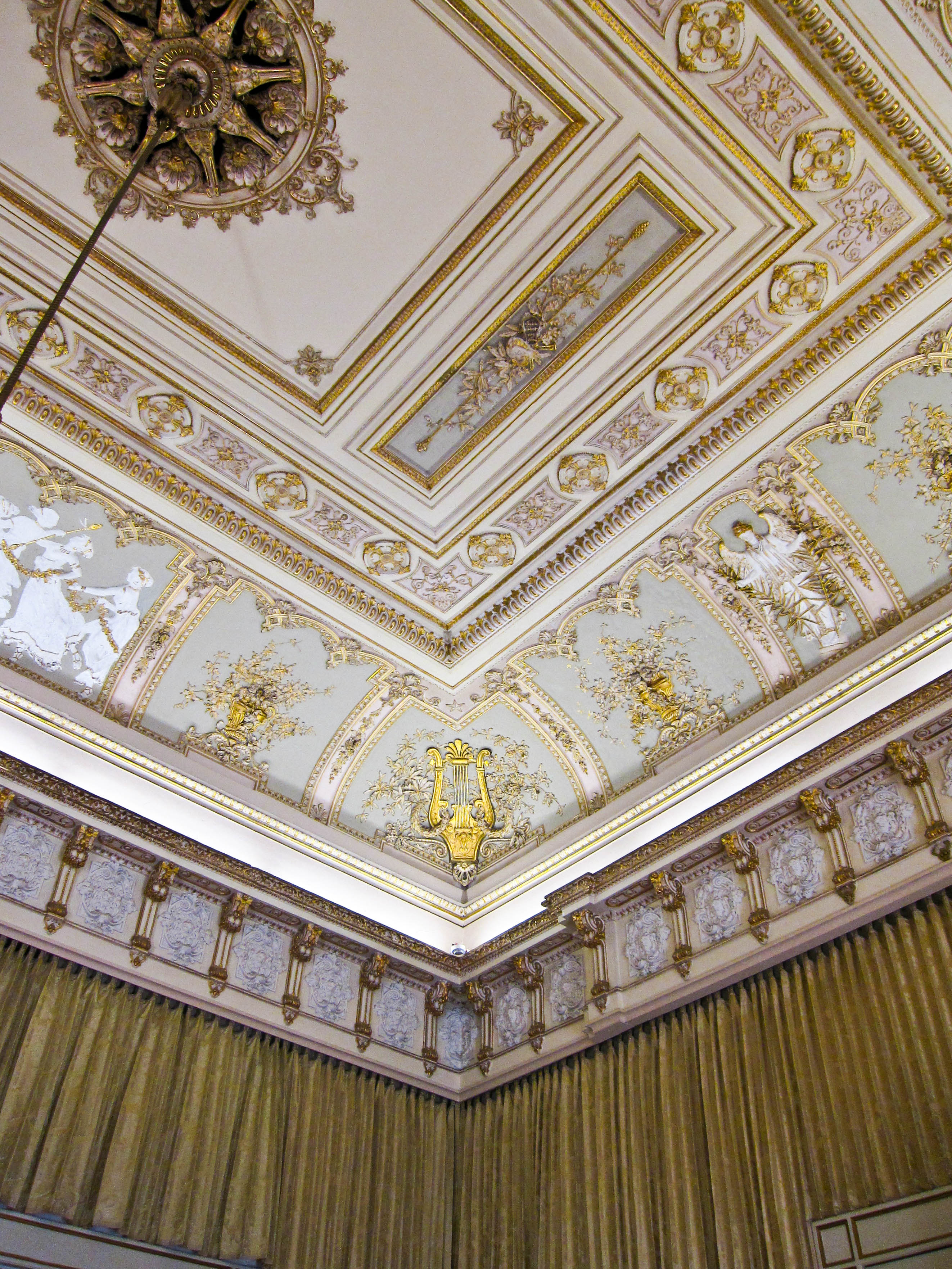
Détail d'un plafond

## Source de la traduction
- (it) Cet article est partiellement ou en totalité issu de l’article de Wikipédia en italien intitulé « Palazzo Caravita di Sirignano » (voir la liste des auteurs).